# Житената питка (приказка)
Житената питка е персонаж от едноименната приказка, малък кръгъл пшеничен хляб, който е избягал от бабата и дядото които го изпекли, от различни животни (заек, вълк и мечка), но е изяден от хитрата лисица. Сюжетът има вариации според местния фолклор.
Приказката за хлебна питка се намира в руския и украинския фолклор, а също има аналози в приказките на много други народи: българския „Житената питка“, американския „The Gingerbread Man“, английски „Джони поничката“. Сюжетът се среща и в скандинавски, немски, узбекски, татарски и други приказки.
Според класификатора на Аарне-Томпсън, приказката се отнася до тип 2025 – „избягал хляб“. Под хляб следва да се разбират всякакви варианти на хлебни изделия и сладкиши, пържени и печени.
Ангел Каралийчев адаптира сюжета в неговата детска приказка „Житената питка“ (1948).
Питката става талисман на Световното първенство по хокей на трева 2016 г.